# ニューヨーク・ヤンキース (AAFC)
ニューヨーク・ヤンキースは、1946年から1949年までAAFCに所属していたアメリカン・フットボールチームである。

## 歴史
NFLの対抗団体として設立されたAAFCが8チームで設立され、その内の1つがニューヨーク・ヤンキースであった。ダン・トッピングオーナーは、前年までNFLのブルックリン・ドジャースを所有していたが、チームを解散し、AAFCに参入した。オーナーがMLBのニューヨーク・ヤンキースの共同オーナーであったことから、新球団名は「ニューヨーク・ヤンキース」と命名され、本拠地スタジアムとしてヤンキー・スタジアムを使用した。
リーグ参加から2年連続でチャンピオンシップまで進出したが、いずれもクリーブランド・ブラウンズに敗北した。1949年には、AAFCのブルックリン・ドジャースを吸収合併し、「ブルックリン-ニューヨーク・ヤンキース」と名称変更したが、この年がAAFC最後のシーズンとなった。1949年のシーズン終了後、AAFCはNFLに吸収合併されて消滅したのに伴って、チームも消滅した。
新球団創立時、ドジャースから多くの選手がヤンキースへ移籍してきたが、解散時はNFLのニューヨーク・ジャイアンツとニューヨーク・ブルドッグスに分かれて移籍した。

## シーズン成績
Note: 勝 = 勝, 敗 = 敗, 分 = 引分
| シーズン                              | 勝 | 敗 | 分 | 最終順位      | プレーオフ                                                   |
| ------------------------------------- | -- | -- | -- | ------------- | ------------------------------------------------------------ |
| ニューヨーク・ヤンキース              |    |    |    |               |                                                              |
| 1946                                  | 10 | 3  | 1  | AAFC東地区1位 | AAFCチャンピオンシップ敗退 対クリーブランド・ブラウンズ 9-14 |
| 1947                                  | 11 | 2  | 1  | AAFC東地区1位 | AAFCチャンピオンシップ敗退 対クリーブランド・ブラウンズ 3-14 |
| 1948                                  | 6  | 8  | 0  | AAFC東地区3位 | -                                                            |
| ブルックリン-ニューヨーク・ヤンキース |    |    |    |               |                                                              |
| 1949                                  | 8  | 4  | 0  | AAFC3位       | AAFCプレイオフ準決勝敗退 対サンフランシスコ・49ERS 7-17      |
| Totals                                | 35 | 17 | 2  |               |                                                              |